# Johann Zwettler
Johann Zwettler (* 27. September 1941) ist ein ehemaliger österreichischer Banker und war langjähriges Vorstandsmitglied der BAWAG sowie ab 2003 bis zur BAWAG-Affäre deren Generaldirektor.

## Leben
Zwettler, Sohn eines Postbeamten, absolvierte ein Studium an der Hochschule für Welthandel in Wien. Dieses schloss er 1964 ab und war anschließend im Rechnungswesen in der Industrie tätig. 1966 wechselte er zur BAWAG und wurde 1995 in deren Vorstand berufen. Im Jahr 2002 wurde er vom Präsidium des Österreichischen Gewerkschaftsbundes (ÖGB), dem damaligen Alleineigentümer der BAWAG P.S.K.-Gruppe, einstimmig zum Nachfolger des mit Ende April 2003 in den Ruhestand tretenden Generaldirektors Helmut Elsner designiert. Im Zuge der Bawag-Affäre trat er mit Ende 2005 als Generaldirektor zurück, trotz eines bis 2007 laufenden Vertrags, um wieder Ruhe in die Bank zu bringen. Nachfolger wurde Ewald Nowotny. Beim Bawag-Prozess wurde Zwettler wegen Untreue bei den „Karibik-Geschäfte“ zu einer Haftstrafe verurteilt, die er jedoch wegen gesundheitlicher Problemen nicht antreten musste. 2019 wurde er wegen Beteiligung an schweren Betrug und Untreue im Zuge der Refco-Kreditvergabe angeklagt.